# Magdalene Ehlers

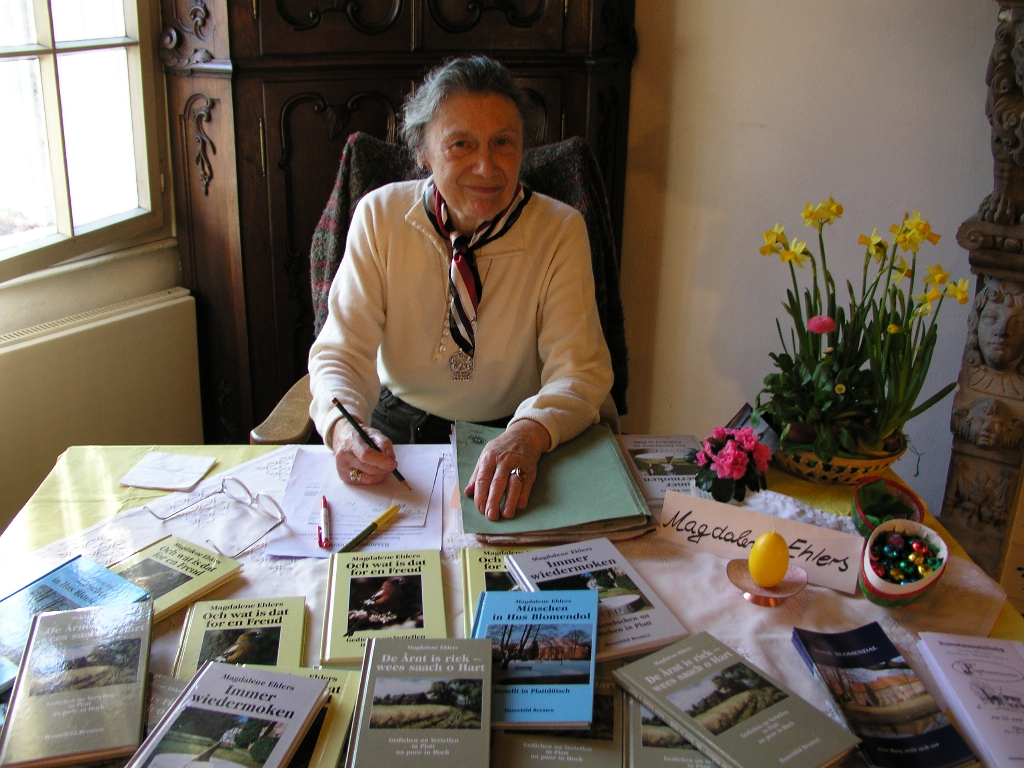
Magdalene Ehlers, 2003

Magdalene Ehlers (* 19. August 1923 in Blumenthal; † 10. November 2016 in Bremen-Lesum, Stiftung Friedehorst) war eine deutsche Autorin.
Im Jahr 2020 wurde in Bremen-Lüssum-Bockhorn eine Straße nach ihr benannt.

## Biografie
Ehlers lebte in Bremen. Ihre Bücher und Gedichte schrieb sie überwiegend in Plattdeutsch.
Ihr Grab befindet sich auf dem Friedhof der Evangelisch-reformierten Kirche (Bremen-Blumenthal).

## Werke

### Eigene
- Wo schön lucht us de Morgensteern
- Och wat is dat for en Freud
- Minschen in Hus Blomendol
- Immer wiedermoken
- De Årnt is riek - wees saach o Hart
- Nee Geschichten in Platt und Eine Strasse veraendert ihr Gesicht
- Froehlich geh ich durch den Tag
- Das Lied der „Weserperle“ (Die Weserperle ist ein bekannter Bremer Männergesangsverein)

### Co-Autorin
- Bremer Blüten. WMIT Druck- und Verlags-GmbH, 1997
- Bremer Texte 3. EDITION TEMMEN, Bremen, 2006
- Blauzeit: Gedichte. Selbstpublikation. DORANTE EDITION, Engelsdorfer Verlag, Leipzig, September 2007
- Letzter Gang: Erzählungen und Gedichte. Selbstpublikation. DORANTE EDITION, Engelsdorfer Verlag, Leipzig, Dezember 2008
- Falsche Töne: Lustige Erzählungen und Gedichte. Selbstpublikation. DORANTE EDITION, Engelsdorfer Verlag, Leipzig, Juli 2009